# Артур Мас
Вижте пояснителната страница за други личности с името Мас.
Артур Мас-и-Гаварро (исп. Artur Mas i Gavarró, кат. Artur Mas i Gavarró) е каталунски политик, роден е на 31 януари 1956 г. Избран е за президент на Каталуния и заема поста от 27 декември 2010 г.
Лидер е на либерално-националистическата партия Демократична конвергенция на Каталуния и председател на дясноцентристкия каталунски алианс Конвергенция и съюз.
По професия Артур Мас е икономист. Получава образованието си в Университета на Барселона. Говори английски, френски, испански и каталунски.